# Nakhon Ratchasima

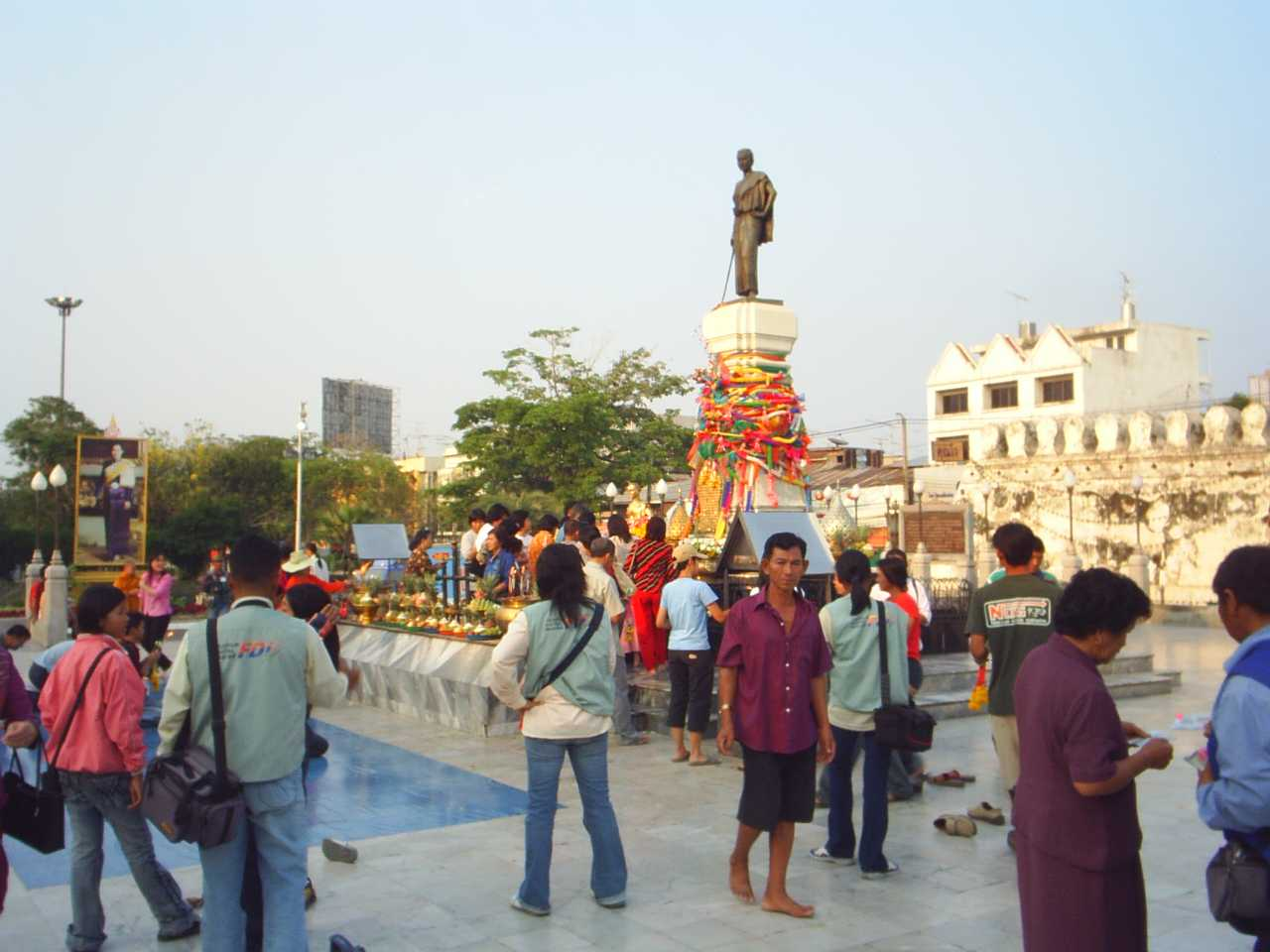
Tượng của Thao Suranaree (Khun Ying Mo) đánh dấu trung tâm thành phố, giữa phố cổ ở phía Đông và khu phát triển mới hơn ở phía Tây.

Nakhon Ratchasima (tiếng Thái: นครราชสีมา, phiên âm: Ná-khon Rát-cha-xỉ-ma) là một thành phố (thesaban nakhon) ở Đông Bắc Thái Lan (Isan) và là cửa ngõ vào Isan. Đây là tỉnh lị của tỉnh Nakhon Ratchasima và của huyện Nakhon Ratchasima. Vào thời điểm Tháng 12 năm 2005, dân số thành phố là 147.688, đứng hàng thứ 3 ở Thái Lan.
Nakhon Ratchasima cũng được gọi là Khorat hay Korat (tiếng Thái: โคราช, phiên âm: Co-lát), tên ngắn gọn của địa danh cổ Korakapura. Cũng vì vậy, Tiếng Việt gọi là thị trấn này là Cổ Lạc (chữ Nho: 古樂) như ghi trong Xiêm La quốc Lộ trình Tập lục của Tống Phúc Ngoạn dưới triều Gia Long.
Với vị trí sát phía Tây của cao nguyên Khorat, mà trước thế kỷ 19 thuốc xứ Lào, Nakhon Ratchasima là vùng biên cương giữa Lào và Xiêm.
Tọa độ địa lý 14°58.5′B 102°6′Đ / 14,975°B 102,1°Đ.

## Từ nguyên
Bằng chứng khảo cổ học cho thấy rằng ở quận Sung Noen cách Nakhon Ratchasima (Korat) ngày nay 32 km về phía tây có hai thị trấn cổ được gọi là Sema ("Bai sema" (ใบเสมา) là hiện vật đáng chú ý của cao nguyên Korat)  và Khorakapura. (Pali púra trở thành Sanskrit puri, do đó tiếng Thái (buri), đều có nghĩa giống như tiếng Thái mueang: "thành phố có tường phòng thủ".) N Tên sau này được rút ngắn thành Nakhon Raj. (Nakhon (นคร) bắt nguồn từ tiếng Phạn nagara (नगर), "thành phố"; Raj (ราช), từ tiếng Phạn Raj, "chủ quyền.") Tên thành phố hiện tại là một lâu đài của Nakhon Raj và Sema.
Thành phố thường được gọi là "Korat" (tiếng Thái: โคราช), là một phiên bản ngắn của tên Khmer cổ "ankor raj".

## Lịch sử

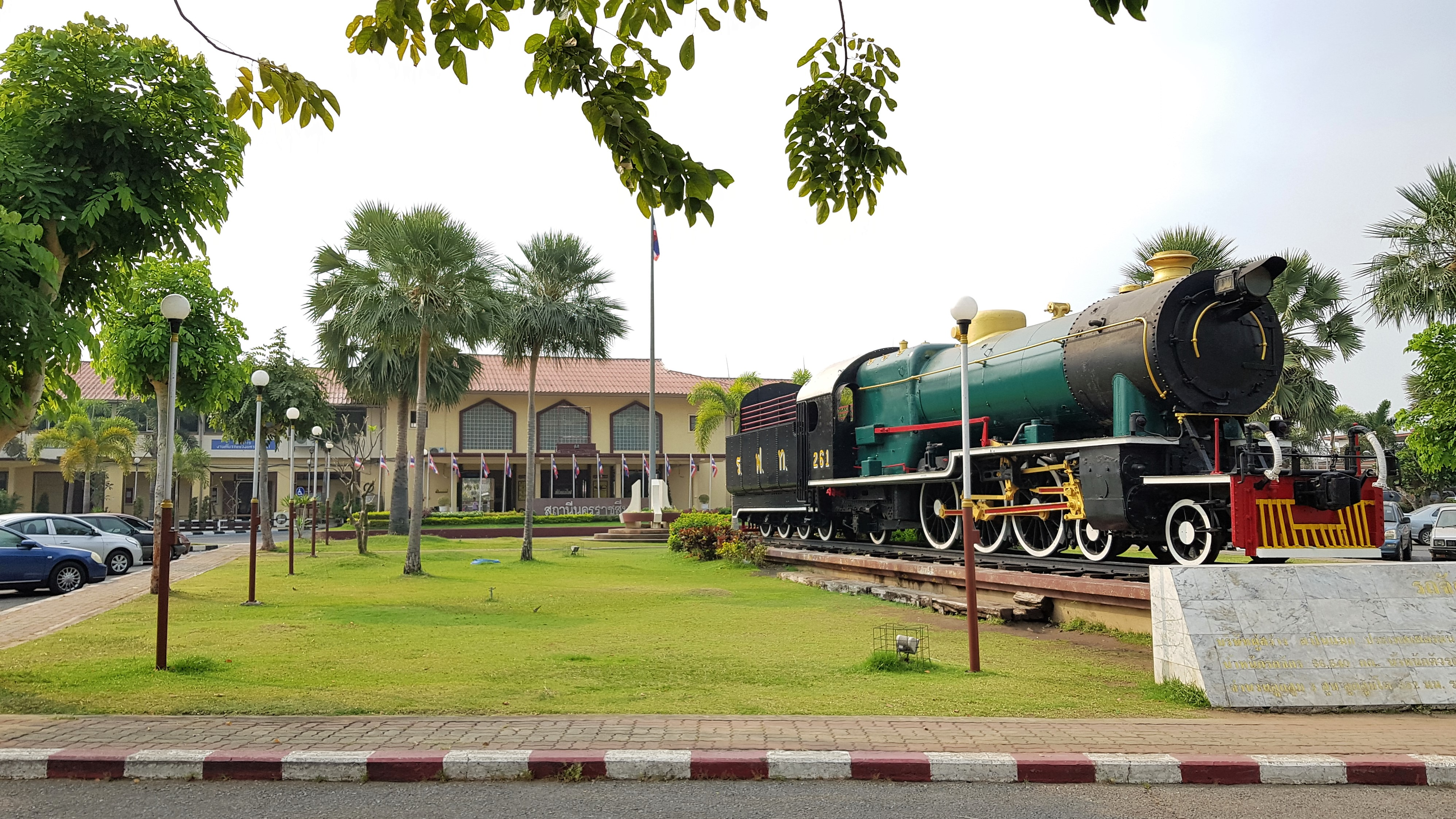
Ga tàu hỏa Nakhon Ratchasima

Trước thế kỷ 14, khu vực Nakhon Ratchasima nằm dưới quyền thống trị của đế chế Khmer và được gọi bằng tiếng Khmer là Angkor raj, Nokor Reach Seyma, hoặc Nokor Reach Borei, và Koreach. Phimai, ở phía bắc, có lẽ quan trọng hơn.
Vua Narai của Ayutthaya vào thế kỷ 17, đã ra lệnh xây dựng một thành phố mới trên địa điểm này để làm thành trì ở biên giới phía đông bắc của Ayutthaya. Nakhon Ratchasima sau đó đã được nhắc đến trong các biên niên sử và tài liệu pháp lý của Xiêm như một thành phố "hạng hai" của Vương quốc Ayutthaya. Một thống đốc hoàng gia cai trị thành phố theo phương thức cha truyền con nối.
Sau khi giai đoạn cuối cùng của vương quốc Ayutthaya kết thúc với sự hủy diệt hoàn toàn của người Miến Điện vào năm 1767, một người con trai của Vua Boromakot đã cố gắng lên ngôi cai trị ở Phimai, nắm quyền kiểm soát Korat và các tỉnh phía đông khác. Vua Taksin của Vương quốc Thonburi (1768–1782) đã cử hai vị tướng của mình, anh em Thong Duang và Boonma, để đánh bại hoàng tử, người bị xử tử vào năm 1768. Thong Duang sau đó trở thành Vua Rama I của vương quốc, và Korat trở thành chiến lược của ông thành trì ở biên giới phía đông bắc để giám sát các quốc gia phụ lưu của Lào và Khmer.
Năm 1826, Vua Chao Anouvong của Viêng Chăn, nhận thấy Xiêm đã suy yếu, đã tấn công Korat trong Cuộc nổi dậy của người Lào chống lại Vua Rama III đã hoành hành trong hai năm.  Thao Suranari, vợ của phó thống đốc vào thời điểm đó, được ghi nhận là người đã giải phóng thành phố khỏi quân đội của Anouvong, và đã được vinh danh với một bức tượng ở trung tâm thành phố Korat. Bản tường trình đầy đủ về cuộc chiến và tác động của nó đối với Lào và Xiêm, được trình bày chi tiết trong cuốn sách, Quý bà Mo và Chủ nghĩa anh hùng ở Tung Samrit, do Frank G Anderson viết. Bức tường cũ của thành phố, phía đông của tượng đài được thiết kế và xây dựng bởi một kỹ sư người Pháp, người được cho là người cũng đã xây dựng Cung điện Naraimaharaj ở Lopburi. Thiết kế dựa trên Pháp được phản ánh trong hệ thống hào bao quanh phần trong cùng của thành phố.
Nakhon Ratchasima tiếp tục là một trung tâm chính trị và kinh tế quan trọng ở khu vực đông bắc trong cuộc cải cách hành chính Monthon vào cuối thế kỷ 19. Vào tháng 11 năm 1900, Đường sắt Quốc gia Hoàng gia của Siam bắt đầu hoạt động của Tuyến Nakhon Ratchasima từ Bangkok với Ga Korat là ga cuối của nó. Tuyến Ubon Ratchathani đến thị trấn Warin khai trương ngày 1 tháng 11 năm 1922. Giao lộ Thanon Chira đến Khon Kaen khai trương vào ngày 1 tháng 4 năm 1933. Ga Korat được đổi thành Ga xe lửa Nakhon Ratchasima vào năm 1934.
Vào tháng 10 năm 1933, sau khi cuộc cách mạng Xiêm năm 1932 chấm dứt chế độ quân chủ tuyệt đối, Nakhon Ratchasima trở thành trụ sở của Cuộc nổi dậy Boworadet, một cuộc nổi dậy chống lại chính phủ mới ở Bangkok.
Trong Chiến tranh thế giới thứ hai, quân đội từ Nakhon Ratchasima đã tham gia chiến đấu trong Chiến tranh Pháp-Thái, Quân đội Thái Lan đã có thể tạm thời chiếm lại một phần lãnh thổ. Sau chiến tranh, Hoa Kỳ đã giúp xây dựng Đường Mittraphap từ Saraburi đến Nakhon Ratchasima.
Vào tháng 4 năm 1981 trong một cuộc đảo chính cố gắng khác, chính phủ cùng với gia đình hoàng gia đã lánh nạn ở Korat.
Từ năm 1962 đến năm 1976, trong Chiến tranh Việt Nam, Căn cứ Không quân Hoàng gia Thái Lan Korat đã tổ chức các thành phần của Lực lượng Không quân Hoàng gia Thái Lan, Không quân Hoa Kỳ và một bộ phận bổ sung của Lực lượng Không quân Hoàng gia New Zealand (RNZAF). Sau khi Mỹ rút quân vào năm 1976, Không quân Thái Lan nắm toàn quyền kiểm soát. Trong suốt những năm 1980 và đầu những năm 1990, sân bay đã được cùng hoạt động như một sân bay dân dụng cho Nakhon Ratchasima. Điều này kết thúc với việc khai trương Sân bay Nakhon Ratchasima vào đầu những năm 1990.
Vào ngày 13 tháng 8 năm 1993, thảm họa tồi tệ nhất của Thái Lan đã xảy ra tại thành phố, sự cố sập khách sạn Royal Plaza, giết chết 137 người.
Vào ngày 8 và ngày 9 tháng 2 năm 2020, vụ xả súng chết người nhất ở Thái Lan đã xảy ra tại thành phố, khi một Trung sĩ quân đội Hoàng gia Thái Lan đang mãn nhiệm bắn chết 29 người và làm bị thương 58 người khác, chủ yếu là tại trung tâm mua sắm Terminal 21 địa phương, trước khi bị các sĩ quan phản ứng giết chết.

## Sự quản lý
Vào ngày 4 tháng 1 năm 1908, phó quận Pho Klang trở thành quận  Nakhon Ratchasima. Hệ thống vệ sinh thay đổi thành khu tự quản thị trấn (thesaban mueang) vào ngày 11 tháng 12 năm 1935. ngày 8 tháng 3 năm 1937, đô thị này được mở rộng lên 4,4 km vuông. và sau đó vào ngày 1 tháng 1 năm 1983 lên 37,5 km vuông. hoặc 5 phần trăm của Quận Mueang Nakhon Ratchasima. Trạng thái được nâng cấp thành đô thị tự quản (thesaban nakhon) vào ngày 25 tháng 9 năm 1995.   Chính quyền thành phố chịu trách nhiệm về dân số 126.391 người đăng ký trong 71.022 hộ gia đình.

## Khí hậu
Nakhon Ratchasima có khí hậu xavan nhiệt đới ( Aw  trong phân loại khí hậu Köppen), với phần lớn lượng mưa rơi vào giữa tháng 5 và tháng 10.
| Dữ liệu khí hậu của Nakhon Ratchasima (1981–2010)                                                 | Dữ liệu khí hậu của Nakhon Ratchasima (1981–2010) | Dữ liệu khí hậu của Nakhon Ratchasima (1981–2010) | Dữ liệu khí hậu của Nakhon Ratchasima (1981–2010) | Dữ liệu khí hậu của Nakhon Ratchasima (1981–2010) | Dữ liệu khí hậu của Nakhon Ratchasima (1981–2010) | Dữ liệu khí hậu của Nakhon Ratchasima (1981–2010) | Dữ liệu khí hậu của Nakhon Ratchasima (1981–2010) | Dữ liệu khí hậu của Nakhon Ratchasima (1981–2010) | Dữ liệu khí hậu của Nakhon Ratchasima (1981–2010) | Dữ liệu khí hậu của Nakhon Ratchasima (1981–2010) | Dữ liệu khí hậu của Nakhon Ratchasima (1981–2010) | Dữ liệu khí hậu của Nakhon Ratchasima (1981–2010) | Dữ liệu khí hậu của Nakhon Ratchasima (1981–2010) |
| Tháng                                                                                             | 1                                                 | 2                                                 | 3                                                 | 4                                                 | 5                                                 | 6                                                 | 7                                                 | 8                                                 | 9                                                 | 10                                                | 11                                                | 12                                                | Năm                                               |
| ------------------------------------------------------------------------------------------------- | ------------------------------------------------- | ------------------------------------------------- | ------------------------------------------------- | ------------------------------------------------- | ------------------------------------------------- | ------------------------------------------------- | ------------------------------------------------- | ------------------------------------------------- | ------------------------------------------------- | ------------------------------------------------- | ------------------------------------------------- | ------------------------------------------------- | ------------------------------------------------- |
| Cao kỉ lục °C (°F)                                                                                | 37.7 (99.9)                                       | 40.6 (105.1)                                      | 42.3 (108.1)                                      | 43.2 (109.8)                                      | 41.8 (107.2)                                      | 39.2 (102.6)                                      | 39.2 (102.6)                                      | 37.2 (99.0)                                       | 36.7 (98.1)                                       | 35.1 (95.2)                                       | 36.1 (97.0)                                       | 36.0 (96.8)                                       | 43.2 (109.8)                                      |
| Trung bình ngày tối đa °C (°F)                                                                    | 30.7 (87.3)                                       | 33.6 (92.5)                                       | 35.6 (96.1)                                       | 36.5 (97.7)                                       | 35.0 (95.0)                                       | 34.4 (93.9)                                       | 33.8 (92.8)                                       | 33.2 (91.8)                                       | 32.2 (90.0)                                       | 31.0 (87.8)                                       | 30.1 (86.2)                                       | 29.3 (84.7)                                       | 33.0 (91.4)                                       |
| Trung bình ngày °C (°F)                                                                           | 24.3 (75.7)                                       | 26.9 (80.4)                                       | 28.9 (84.0)                                       | 30.0 (86.0)                                       | 29.1 (84.4)                                       | 29.1 (84.4)                                       | 28.6 (83.5)                                       | 28.1 (82.6)                                       | 27.4 (81.3)                                       | 26.7 (80.1)                                       | 25.4 (77.7)                                       | 23.6 (74.5)                                       | 27.3 (81.1)                                       |
| Tối thiểu trung bình ngày °C (°F)                                                                 | 18.5 (65.3)                                       | 21.0 (69.8)                                       | 23.2 (73.8)                                       | 24.9 (76.8)                                       | 25.0 (77.0)                                       | 25.1 (77.2)                                       | 24.7 (76.5)                                       | 24.5 (76.1)                                       | 24.0 (75.2)                                       | 23.2 (73.8)                                       | 21.1 (70.0)                                       | 18.3 (64.9)                                       | 22.8 (73.0)                                       |
| Thấp kỉ lục °C (°F)                                                                               | 4.9 (40.8)                                        | 10.6 (51.1)                                       | 13.0 (55.4)                                       | 19.0 (66.2)                                       | 21.5 (70.7)                                       | 22.0 (71.6)                                       | 21.3 (70.3)                                       | 21.7 (71.1)                                       | 20.4 (68.7)                                       | 16.6 (61.9)                                       | 9.1 (48.4)                                        | 6.2 (43.2)                                        | 4.9 (40.8)                                        |
| Lượng mưa trung bình mm (inches)                                                                  | 8.2 (0.32)                                        | 16.1 (0.63)                                       | 37.1 (1.46)                                       | 72.2 (2.84)                                       | 154.1 (6.07)                                      | 104.5 (4.11)                                      | 120.9 (4.76)                                      | 157.2 (6.19)                                      | 228.3 (8.99)                                      | 146.3 (5.76)                                      | 23.9 (0.94)                                       | 2.7 (0.11)                                        | 1.071,5 (42.19)                                   |
| Số ngày mưa trung bình                                                                            | 1.0                                               | 2.3                                               | 5.4                                               | 8.4                                               | 13.9                                              | 12.9                                              | 14.3                                              | 17.3                                              | 18.6                                              | 12.3                                              | 3.9                                               | 0.9                                               | 111.2                                             |
| Độ ẩm tương đối trung bình (%)                                                                    | 64                                                | 62                                                | 61                                                | 65                                                | 73                                                | 72                                                | 73                                                | 75                                                | 80                                                | 78                                                | 71                                                | 66                                                | 70                                                |
| Số giờ nắng trung bình tháng                                                                      | 226.3                                             | 211.9                                             | 201.5                                             | 186.0                                             | 155.0                                             | 114.0                                             | 117.8                                             | 117.8                                             | 108.0                                             | 145.7                                             | 186.0                                             | 226.3                                             | 1.996,3                                           |
| Số giờ nắng trung bình ngày                                                                       | 7.3                                               | 7.5                                               | 6.5                                               | 6.2                                               | 5.0                                               | 3.8                                               | 3.8                                               | 3.8                                               | 3.6                                               | 4.7                                               | 6.2                                               | 7.3                                               | 5.5                                               |
| Nguồn 1: Thai Meteorological Department                                                           |                                                   |                                                   |                                                   |                                                   |                                                   |                                                   |                                                   |                                                   |                                                   |                                                   |                                                   |                                                   |                                                   |
| Nguồn 2: Office of Water Management and Hydrology, Royal Irrigation Department (sun and humidity) |                                                   |                                                   |                                                   |                                                   |                                                   |                                                   |                                                   |                                                   |                                                   |                                                   |                                                   |                                                   |                                                   |

## Nền kinh tế
Nền kinh tế của Korat từ trước đến nay phụ thuộc nhiều vào nông nghiệp. Nó được biết đến như một trung tâm chế biến sản xuất gạo, bột sắn và đường của Isan. Khu vực Isan chiếm một nửa xuất khẩu các mặt hàng đó của Thái Lan. Cùng với nhau, ba mặt hàng nông nghiệp này sử dụng 700.000 gia đình Isan. Korat cũng là một trong hai địa điểm ở Thái Lan sản xuất ổ đĩa của Seagate Technology, sử dụng 12.100 công nhân ở Korat.

### Doanh số bán lẻ
Korat đã trở thành trung tâm thương mại, không chỉ của Isan, mà còn của các nước láng giềng Campuchia và Lào. Cả ba chuỗi cửa hàng bách hóa lớn nhất tại Bangkok có trụ sở tại Thái Lan đã đầu tư vào các cửa hàng mở rộng trong thành phố, sẽ cung cấp một triệu mét vuông mặt bằng bán lẻ vào cuối năm 2017.

## Chuyên chở

### Hàng không
Sân bay Nakhon Ratchasima nằm cách thành phố 26 km (16 mi) về phía đông. . Không có dịch vụ hàng không theo lịch trình nào hoạt động từ sân bay.

### Đường sắt
Nakhon Ratchasima nằm trên tuyến đường sắt đông bắc, nối Bangkok với Ubon Ratchathani và Nong Khai. Có hai ga đường sắt chính trong thành phố: Ga xe lửa Nakhon Ratchasima trên đường Mukkhamontri và ga xe lửa Thanon Chira Junction trên đường Watcharasarit. Vào năm 2017, một tuyến đường đôi dài 60 km (37 mi) sẽ nối Korat với Khon Kaen. Đây là đoạn đầu tiên của mạng lưới đường đôi sẽ kết nối Isan với cảng biển Laem Chabang. Một tuyến đường sắt cao tốc đến Bangkok sẽ được mở vào năm 2027.

### Đường bộ
Đi qua gần thành phố là Đường Mittraphap (Đường số 2 Thái Lan), con đường huyết mạch nối Bangkok với các tỉnh lỵ của Saraburi, Nakhon Ratchasima. Khon Kaen, Udon Thani và Nong Khai (cửa ngõ chính vào Lào). Một đường cao tốc mới nối Korat với Bangkok đang được xây dựng vào năm 2016 và sẽ giảm thời gian di chuyển trên quãng đường 250 km (160 dặm) xuống chỉ còn hơn hai giờ.

## Giáo dục
Có bốn trường đại học trong khu vực.
- Đại học Công nghệ Suranaree
- Đại học Nakhon Ratchasima Rajabhat
- Đại học Công nghệ Rajamangala Isan
- Đại học Vongchavalitkul

### Trường học
- Trường Anuban Sansanook
- Trường Cao đẳng Saint Mary's Nakhon Ratchasima
- Trường Suratham Pitak
- Trường Rajsima Wittayalai
- Trường Suranaree Witthaya
- Suranaree 2 Nakhon Ratchasima
- Trường Boonwattana
- Trường Cao đẳng Quản trị Kinh doanh St.Mary
- Trường Cao đẳng Assumption Nakhonratchasima
- Trường Marie Vitthaya Nakhon Ratchasima
- Sarasas Witaed Nakhon Ratchasima
- Koratpittayakom Nakhon Ratchasima

### Trường học quốc tế
- Trường Quốc tế Wesley
- Trường Quốc tế Anglo Singapore (Cơ sở Korat) *
- Sarasas Witaed Nakhon Ratchasima 1 *
- Sarasas Witaed Nakhon Ratchasima 2 *

## Bệnh viện

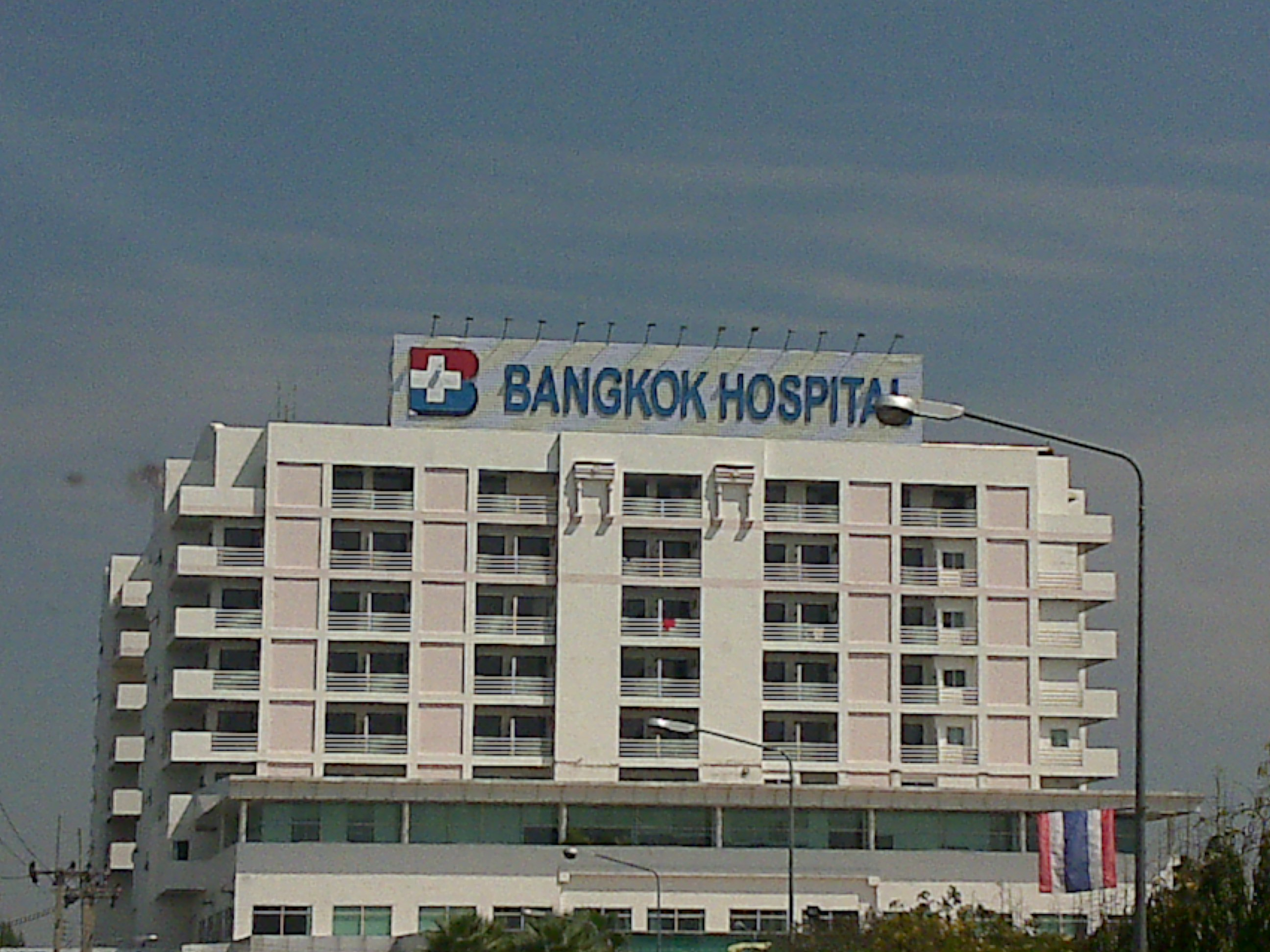
Bệnh viện Bangkok-Ratchasima

- Bệnh viện Maharat Nakhon Ratchasima
- Bệnh viện Fort Suranaree
- Bệnh viện Saint Mary
- Bệnh viện Korat Memorial
- Bệnh viện Bangkok-Ratchasima
- Bệnh viện Po-Pat
- Bệnh viện Po-Pat 2
- Bệnh viện Cổng vàng

## Thể thao

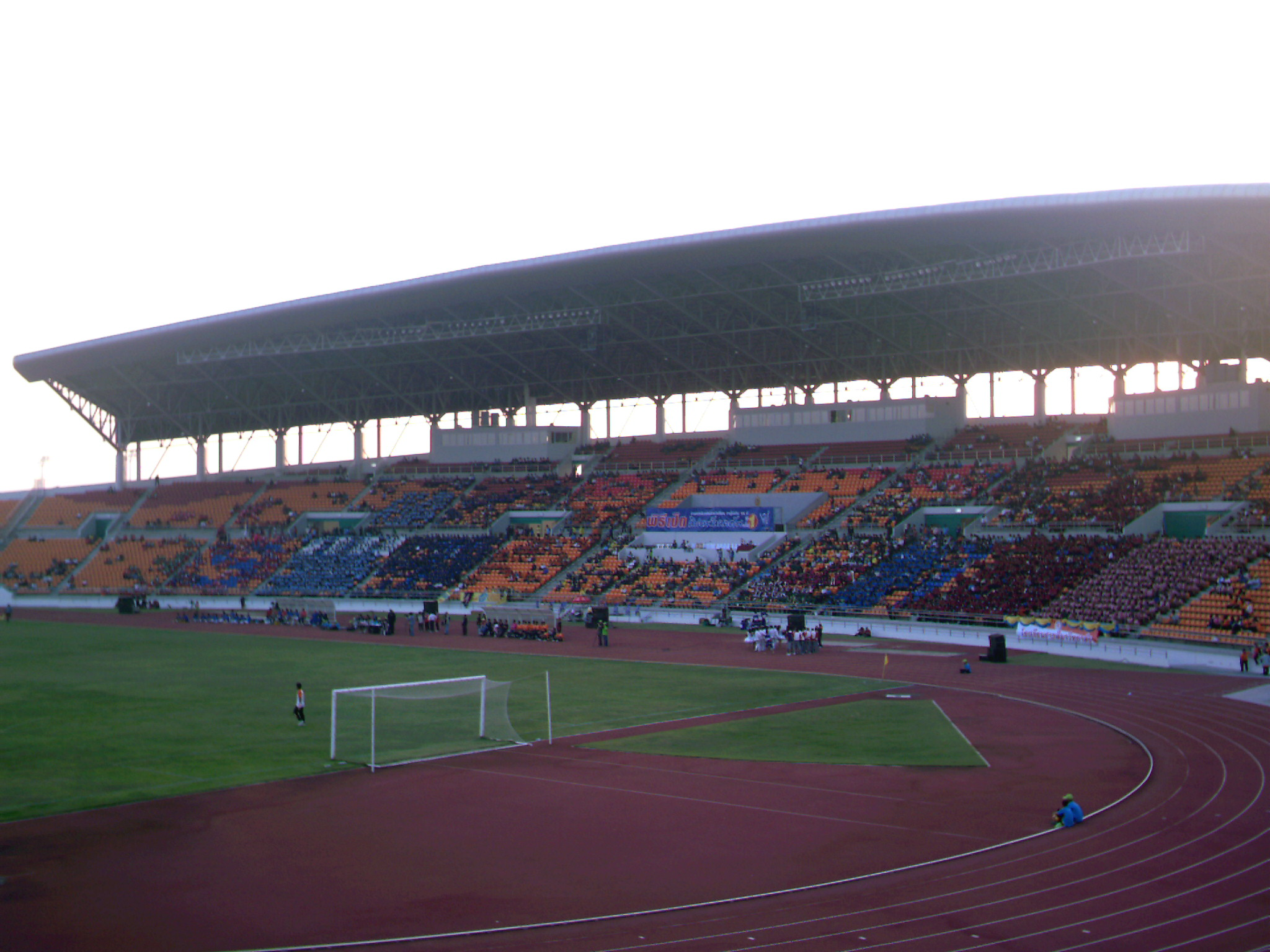
1 gốc của sân vận động sinh nhật lần thứ 80

'Sân vận động sinh nhật lần thứ 80'  là sân vận động chính trong Lễ kỷ niệm 80 năm ngày sinh của Quuóc vương Thái, Khu liên hợp thể thao ngày 5 tháng 12 năm 2007. Đây là sân nhà của Nakhon Ratchasima FC thi đấu ở giải bóng đá hạng nhất quốc gia, Giải bóng đá vô địch quốc gia Thái Lan và nó đã được sử dụng cho Đại hội Thể thao Đông Nam Á 2007.
Sân vận động nằm trong khu liên hợp thể thao SEA Games trước đây trên Quốc lộ 304 (Đường Pak Thong Chai) về phía Tây Nam của thành phố. Sân vận động có toàn bộ chỗ ngồi với sức chứa 20.000 người.